# Die Wüste lebt
Die Wüste lebt (Originaltitel: The Living Desert) ist ein 1953 entstandener Dokumentarfilm von James Algar über die Wüstengebiete östlich des Kaskadengebirges und der Sierra Nevada (USA) und deren Tier- und Pflanzenwelt.

## Geschichte
Der Film war der erste lange Dokumentarfilm der Walt-Disney-Studios und wurde ein mehrfach ausgezeichneter Welterfolg. Der Film zog eine Reihe weiterer Tier- und Naturdokumentationen unter dem Titel Entdeckungsreisen im Reiche der Natur nach sich. Im Jahr 2000 wurde er in das National Film Registry der besonders erhaltenswert geltenden US-Filme aufgenommen.
Sprecher der deutschen Fassung waren Wilhelm Borchert und Joachim Cadenbach.

## Inhalt
Der Film zeigt die Lebewesen der Wüstenregion. In ihrem Lebensraum herrscht tagsüber unerträgliche Hitze, nachts eisige Kälte. Dies erfordert ein hohes Maß an Anpassungsfähigkeit von Tieren und Pflanzen. Auch die Entstehung und die Besonderheiten der gezeigten Wüstengebiete werden erklärt.
Nach langen Wochen der Trockenheit folgen tropische Regengüsse, die die Wüste innerhalb von Stunden „aufleben“ lassen. Nach und nach erwachen die unterschiedlichen Pflanzen- und Tierarten zu neuem Leben und genießen den einsetzenden Regen.

## Rezeption
Untermalt mit Musik und Klangeffekten und begleitet von witzigen Kommentaren, geht der Film über die Merkmale eines reinen Dokumentarfilms hinaus. Er zeigt die Tiere mit gleichsam menschlichen Eigenschaften, sodass der Zuschauer mit ihnen mitfühlen kann. Der Unterhaltungsanspruch ist im Vergleich zu einem wissenschaftlichen Anspruch nicht zu übersehen.
Bei der deutschen Erstaufführung auf den Berliner Filmfestspielen 1954 wurde der Film vom Publikum begeistert aufgenommen.

## Auszeichnungen
- 1953:  Auszeichnung in der Kategorie Internationaler Film und Spezialpreis auf den Filmfestspielen von Cannes 1954.
- 1954: Oscar für den Besten Dokumentarfilm des Jahres 1953.
- 1954: Golden Globe Award (Spezialpreis).
- 1954: Große Goldene Plakette auf der Berlinale 1954.
- 2000: Aufnahme in das National Film Registry der als besonders erhaltenswert geltende US-Filme